# یواس‌اس آرگون (۱۹۱۸)
یواس‌اس آرگون (۱۹۱۸) (به انگلیسی: USS Argonne (1918)) یک کشتی بود که طول آن ۳۸۵ فوت (۱۱۷ متر) بود. این کشتی در سال ۱۹۱۶ ساخته شد.